# Amy Goodman
Amy Goodman (13 de abril de 1957) es una locutora, periodista, columnista y escritora progresista estadounidense. Goodman es la presentadora de Democracy Now!, un programa global de noticias, emitido diariamente en radio, televisión e Internet.

## Biografía
Nacida en Bay Shore, Nueva York el 13 de abril de 1957, hija de George, un oftalmólogo, y de Dorothy (nacida Bock) Goodman. Creció en una familia judía ortodoxa y su abuelo fue un rabino ortodoxo. En 1975 se graduó en el Bay Shore High School. En 1984, se graduó en el Radcliffe College en Antropología. Goodman pasó un año estudiando en el College of the Atlantic en Bar Harbor, Maine.
Graduada por la Universidad de Harvard en 1984, Amy Goodman es actualmente conocida como la presentadora del programa Democracy Now! (¡Democracia Ya!), también conocido en principio como Democracy Now! The War and Peace Report y después como Democracy Now - Independent Global News o Democracy News, programa que se emite diariamente por televisión, radio e internet. Los Angeles Times la ha descrito como "la voz no franquiciada (o voz independiente) de la izquierda". Lo más sobresaliente de su trabajo es la cobertura a movimientos de paz y en pro de los derechos humanos así como su apoyo a los medios de comunicación independientes. Como investigadora periodística, ha sido reconocida por exponer violaciones a los derechos humanos en diversos países como Timor y Nigeria.

## Carrera

### Democracy Now!(¡Democracia, ya!)
Goodman estaba ejerciendo de directora de informativos en la emisora de Pacifica Radio WBAI-FM en Nueva York desde hacía prácticamente una década cuando fundó Democracy Now! The War and Peace Report en el año 1996. Desde entonces Democracy Now! ha sido catalogada como: "(...) quizá la más significativa y progresista institución informativa que ha existido" por el profesor y crítico de medios Robert McChesney.
En 2001, el programa fue temporalmente retirado de emisión, debido a un conflicto con los directivos de Pacifica Radio, miembros de su equipo y radioyentes. Los autoproclamados miembros de la mesa directiva habían presionado por la venta de KPFA-FM en Berkeley o de WBAI-FM en Nueva York, pero las radios locales leales retomaron el control finalmente. Democracy Now! fue entonces restablecida permanentemente a una antigua estación de bomberos, desde donde continuó sus transmisiones hasta el 13 de noviembre de 2009.  Los nuevos estudios de  'Democracy Now! están situados en Chelsea, Manhattan.
Goodman justifica el éxito de su programa al "inmenso nicho" que dejan desatendido los principales medios informativos: "Es simplemente la vocación del buen periodismo en lugar de este pequeño círculo de opiniones políticas, le hablas a personas que viven en el objetivo final de la política". Cuando la administración Bush no encontró armas de destrucción masiva, se "expuso públicamente a más que sólo a la administración Bush, se expuso públicamente que los medios actúan como un transmisor de las mentiras de esta administración". La gente sabía que los gobiernos mentían, pero no se daban cuenta de que los medios también. "Así que creo que la gente comenzó a buscar otras formas de información".
Cuando el presidente Bill Clinton llamó a la emisora WBAI el día de elecciones del 2000, para un mensaje rápido pidiendo el voto, Goodman y Gonzalo Arbuto lo entrevistaron durante 28 minutos con preguntas sobre Leonard Peltier, racismo, sanciones a Irak, Ralph Nader, la pena de muerte y el conflicto Israelí-Palestino. Clinton defendió sus políticas al respecto y acusó a Goodman de ser "hostil y combativa". Al día siguiente los ayudantes del presidente amenazaron con vetar a Amy de la Casa Blanca. Amy y su hermano David Goodman escribieron sobre la entrevista en su libro.

### Periodismo de investigación
En 1991, cuando cubría el movimiento de independencia de Timor Oriental, Goodman y su colega, el periodista Allan Nairn, informaron que fueron golpeados por soldados indonesios tras ser testigos del masivo asesinato de manifestantes timoreses, en lo se conocería como la Masacre de Santa Cruz (en inglés).
En 1998, Goodman y el periodista Jeremy Scahill documentaron el papel de la Chevron Corporation en la confrontación entre el ejército de Nigeria y los aldeanos que se habían apoderado de plataformas petroleras y otros equipamientos de las corporaciones petroleras. Dos aldeanos fueron acribillados durante el levantamiento. El 28 de mayo de 1998, la compañía puso a disposición un helicóptero para transportar a la armada nigeriana y a la policía a su plataforma petrolífera Parabe, que había sido ocupada por aldeanos, quienes acusaban a la compañía de contaminar sus tierras. Tan pronto como aterrizaron, los militares nigerianos acribillaron a dos de los manifestantes: Jola Ogungbeje and Aroleka Irowaninu, y herido a otros once. El portavoz de Chevron, Sola Omole, reconoció que la compañía transportó a las tropas, y que el uso de las tropas estaba en la petición de la administración de Chevron. El documental, "Drilling and Killing: Chevron and Nigeria's Oil Dictatorship", ganó el George Polk Award en 1998.
Michael Delli Carpini, decano de la Annenberg School for Communication, dijo: "Ella no es un editorialista. Ella se aferra a los hechos... Ofrece los puntos de vista que hacen reflexionar, y ella viene en ello diciendo: "¿Quiénes no estamos escuchando los medios de comunicación tradicionales?"

### Arresto durante la Convención del Partido Republicano de 2008
Durante la Convención Nacional del Partido Republicano de 2008, varios de los colegas de Goodman de Democracy Now!, fueron arrestados y detenidos por la policía mientras cubrían en el exterior del evento una protesta contra la guerra. Al tratar de determinar la situación de sus colegas, Amy Goodman fue arrestada y detenida, bajo la acusación de obstruir un proceso legal y de interferir con una oficial de policía, mientras que sus compañeros de producción de "Democracy Now!" incluyendo el reportero Sharif Abdel Kouddous fueron retenidos bajo el cargo de probable causa de motín. Los arrestos fueron grabados en vídeo. Goodman y sus colegas fueron después puestos en libertad, y el "Abogado de la Ciudad" John Choi indicó que los cargos fueron retirados.
La demanda civil que Goodman interpuso contra los departamentos de policía de Minneapolis y San Pablo y contra el Servicio Secreto, se resolvió en un acuerdo de $100.000, así como un acuerdo para educar a los oficiales en materia de derechos de la Primera Enmienda de la libertad de prensa y el derecho a la información.

### Incidente en el paso fronterizo de Douglas
El 25 de noviembre de 2009, Goodman fue retenida durante aproximadamente 90 minutos en el paso fronterizo de Douglas, en Canadá, mientras se dirigía a un acto programado en la Biblioteca Pública de Vancouver. Durante una entrevista con ella y sus colegas, los funcionarios de inmigración le hicieron preguntas relacionadas con los temas que tenían previsto tratar en la reunión. Querían saber si hablaría sobre los Juegos Olímpicos de 2010 que se celebrarán en Canadá.
"Estaba completamente sorprendida por lo que me preguntaban, ni sabía a dónde querían llegar. Soy una fanática antideportiva", declaró al entrevistador de CBC Radio. "En Democracy Now, no cubrimos mucho los deportes."
A Goodman se le permitió entrar en Canadá después de que las autoridades fronterizas le tomasen fotos y las grapasen a un documento de visado dentro de su pasaporte, indicando que abandonaría Canadá antes de 48 horas. Keith Olbermann, de la MSNBC, comentó: "Si uno está tan desesperado por evitar cualquier crítica sobre los Juegos Olímpicos, lo peor que puede hacer es detener a una notoria periodista y escribirle el guion".
Dave Zirin del  Huffington Post entrecomilló las declaraciones de Derrick O'Keefe, cargo de la Alianza Canadiense por la Paz: "Es muy poco probable que el acoso de una muy conocida y respetada periodista como Amy Googman, acerca de si hablaría de los Juegos Olímpicos fue incentivado por un exceso de celo, de alguna manzana podrida dentro de los guardias de frontera canadienses. Parece una clara señal de la frialdad del Comité Olímpico Internacional y de los impulsores de Los Juegos de la corporación local para apagar cualquier potencial disidencia."

## Reconocimiento
Goodman ha recibido docenas de premios por su trabajo, incluyendo Robert F. Kennedy Journalism Award y el George Polk Award. En 2001, declinó aceptar el Overseas Press Club Award, en protesta porque el orador del evento, el embajador Richard Holbrooke tenía pactado en no responder preguntas y porque el "Overseas Press Club" estaba honrando a Indonesia por su mejora en el tratamiento de los periodistas a pesar de que sus fuerzas habían derrotado recientemente y mató a los periodistas en la ocupada Timor Oriental.
El 2 de octubre de 2004, Goodman presentó el Premio de la Comunidad Islámica al Periodismo por el Consejo de Relaciones Americanas-Islámicas. In 2006 she received the Puffin/Nation Prize for Creative Citizenship.
El 18 de noviembre de 2004, Goodman presentó el Thomas Merton Award.
El 1 de octubre de 2008, Goodman fue receptora del Right Livelihood Award de 2008, al que a menudo se referieron como el "Alternativo Premio Nobel". La Fundación "Right Livelihood Award" citó su trabajo en "desarrollar un modelo innovador de periodismo político verdaderamente independiente de base que lleva a millones de personas las voces alternativas que a menudo son excluidas por los medios de comunicación." El premio fue otorgado en el Parlamento sueco el 8 de diciembre de 2008.
El 31 de marzo de 2009, Goodman fue receptora (junto a Glenn Greenwald) de los primeros premios de Izzy para los medios de comunicación independientes, llamados posteriormente "Periodista I. F. Stone". El premio es otorgado por el "Parque Central para Medios Independientes" del Ithaca College.
En mayo de 2012, Goodman recibió el honorario grado de Doctor en Letras por la Universidad DePauw en reconocimiento de su trabajo periodístico.

## Libros
- 2004 — The Exception to the Rulers: Exposing Oily Politicians, War Profiteers, and the Media That Love Them Escrito en conjunto con su hermano, Mother Jones reporter David Goodman. ISBN 1-4013-0799-X

- 2006 — Static: Government Liars, Media Cheerleaders, and the People who Fight Back (También con David Goodman). Aparece en la Colbert Report el 5 de octubre de l2006 para promover el libro. ISBN 1-4013-0293-9

- 2008 — Standing up to the Madness: Ordinary Heroes in Extraordinary Times  (escrito con David Goodman) detalla la travesía de los ciudadanos comunes y corrientes para impulsar cambiosp. Estuvo en la lista del New York Times como uno de los libros más vendidos. ISBN 1-4013-2288-3

- 2009 — Breaking the Sound Barrier (Prefacio del periodista Bill Moyers), una antología de las columnas escritas por King Features Syndicate. En la primera parte del libro puede leerse: "Mi columna incluirá aquellas voces frecuentemente son excluidas, personas que los medios de comunicación frecuentemente ignoran, distorsionan y frecuentemente ridiculizan."[40] ISBN 1-931859-99-X

## Películas
En el año 2006, Goodman narró la película One Bright Shining Moment: The Forgotten Summer of George McGovern. dirigida por Stephen Vittoria, documental que hace una crónica de la vida y época de George McGovern, enfocándose en su campaña presidencial de 1972. Algunos actores son Gloria Steinem, Gore Vidal, Warren Beatty, Howard Zinn, Ron Kovic, y Dick Gregory. Esta película fue galardonada en el  Sarasota Film Festival como "Best Documentary Feature".